# College Corner

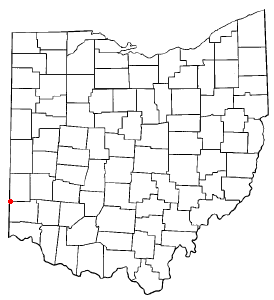
College Corner na planie stanu Ohio

College Corner – wieś w USA, w stanie Ohio, w hrabstwie Butler. Miejscowość została założona w roku 1837.
Liczba mieszkańców w 2010 roku wynosiła 407, a w roku 2012 wynosiła 406.